# پارک دوبکی
پارک دوبکی (روسی: Парк «Дубки») یک پارک شهری است که در بخش شمالی مسکو، در ناحیه تیمیریازوفسکی از اوکروگ اداری شمالی واقع شده است. از سال ۲۰۲۱، این پارک توسط مؤسسه فرهنگی خودمختار دولتی مسکو «پارک فرهنگ و اوقات فراغت دوبکی» اداره می‌شود.

## تاریخچه
در ابتدا، این بیشه بلوط بی‌نام در نزدیکی ملک پتروسکو-رازوموفسکویه قرار داشت و توسط یک چمنزار از آن جدا می‌شد. در سال ۱۸۶۱، این زمین برای آکادمی کشاورزی و جنگلداری پتروسکی خریداری شد. در نتیجه، بخشی از بیشه به دلیل توسعه مجدد کاهش یافت: جاده‌هایی ساخته شد و زمین برای کلبه‌های تابستانی فروخته یا اجاره داده شد. مردم محلی شروع به اشاره به این سکونتگاه به عنوان سولومنایا استوروژکا ("کلبه کاه") کردند. در سال ۱۸۶۲، این بیشه به عنوان یکی از مکان‌های احتمالی - به همراه باغ نسکوچنی و پرسنیا - برای ساخت اولین باغ وحش مسکو، که توسط انجمن مسکو برای سازگاری حیوانات پیشنهاد شده بود، در نظر گرفته شد. این منطقه از نظر اندازه و چیدمان مناسب بود، اما به دلیل فاصله آن از مرکز مسکو در آن زمان، نگرانی‌هایی وجود داشت که بازدیدکنندگان حاضر به سفر تا این حد نباشند.
نام دوبکی (به معنای واقعی کلمه "بلوط‌های کوچک") پس از جنگ جهانی دوم به این پارک داده شد. در آن زمان، این بیشه در معرض خطر قطع شدن بود، اما ساکنان محلی با این اقدام مخالفت کردند و آن را حفظ کردند. یک پارک با طرح آزاد توسعه داده شد و درختان تزئینی از جمله گیلاس پرنده ماک، گیلاس پرنده ویرجینیا، توت سیاه، سمان اناری، شاه بلوط، یاس بنفش و یاس کاشته شد. بلوط‌های جوان دیگری نیز کاشته شدند که نام مدرن پارک را به آن دادند. مسیرها و کوچه‌های شن ریزی شده و زمین‌های بازی برای استفاده تفریحی نصب شد.
در دهه ۱۹۸۰، طرح‌هایی برای پاکسازی بیشه برای ساخت و ساز مسکونی پیشنهاد شد، اما ساکنان دوباره برای محافظت از پارک تجمع کردند.
در سال ۱۹۹۷، بخش جنوب شرقی پارک شاهد بازسازی یک کلیسای چوبی بود که در ابتدا در سال‌های ۱۹۱۵–۱۹۱۶ توسط معمار فئودور شختل در مکانی که اکنون خیابان دوبکی شماره ۴ قرار دارد، ساخته شده بود. این کلیسا که به سنت نیکلاس تقدیم شده بود، کلیسای سنت نیکلاس معجزه‌گر در سولومنایا استوروژکا نامگذاری شد. این کلیسا توسط سرهنگ ای.ای. موزالوسکی از هنگ پیاده‌نظام ۶۷۵ تولا در همان نزدیکی، اهداکننده و متولی آینده کلیسا، وی آی. زاگلوخیپسکی، و ساکنان روستای پتروسکو-رازوموفسکویه آغاز شد. این کلیسا به سبک کلیساهای سقف چادری شمال روسیه از قرن‌های ۱۶ تا ۱۸ ساخته شده است. شختل خاطرنشان کرد که «این کلیسا به سبک کلیساهای شمالی در استان اولونتس طراحی شده است، به جز برج ناقوس، زیرا در شمال، ناقوس‌ها معمولاً از کلیسا جدا می‌شدند. برج‌های ناقوس مانند این در منطقه کوستروما شروع می‌شوند.» در سال ۱۹۳۵، کلیسا در جریان مبارزات ضد مذهبی شوروی بسته شد و ناقوس و سقف آن برچیده شد. مراسم مذهبی برای مدت کوتاهی ادامه یافت و پس از آن ساختمان به عنوان خوابگاه تغییر کاربری داد. در دهه ۱۹۶۰، سازه به‌طور کامل تخریب شد.
در سال ۲۰۰۰، به مناسبت پنجاه و پنجمین سالگرد پیروزی در جنگ بزرگ میهنی، بنای یادبودی به افتخار قهرمانان محلی جنگ در قسمت جنوبی پارک نصب شد. کتیبه روی این بنای یادبود می‌گوید: «به مردم تیمیریازفسکی که جان خود را برای ایمان، میهن و مردم فدا کردند.»

## جاذبه‌های گردشگری
این پارک نمایانگر یک باغ بلوط معمولی در منطقه مسکو است. این پارک دارای یک طرح آزاد با شبکه‌ای توسعه‌یافته از مسیرها و جاده‌ها است. این منطقه در سال ۱۹۸۶ بازسازی و در سال‌های ۱۹۹۵، ۲۰۰۷ و ۲۰۱۹ بازسازی‌های اساسی انجام شد.
از جمله جاذبه‌های اصلی می‌توان به خیابان پوشیده از درختان بلوط، برکه‌ها و کلیسای سنت نیکلاس معجزه‌گر در سولومنایا استوروژکا اشاره کرد. این کلیسا که در سال ۱۹۹۷ ساخته شده است، کپی یک کلیسای تابستانی چوبی است که در ابتدا در سال ۱۹۱۶ در همان نزدیکی ساخته شده بود. این کلیسا توسط معمار فئودور شختل طراحی و توسط هنگ ۶۷۵ پیاده‌نظام تولا، فرمانده آن سرهنگ A.A. موزالوفسکی، متولی کلیسا ششم. زاگلوخیپسکی، و ساکنان تابستانی شهرک پتروسکو-رازوموفسکویه تأمین مالی شده است. ساختمان اصلی در دوران شوروی رو به زوال گذاشت و در دهه ۱۹۶۰ تخریب شد.
به مناسبت پنجاه و پنجمین سالگرد پیروزی در جنگ بزرگ میهنی، بنای یادبودی به افتخار ساکنان ناحیه تیمیریازوفسکی که در خطوط مقدم جان باختند، در این پارک برپا شد.
دو برکه در پارک توسط یک کانال باریک (حدود ۳ متر عرض) که توسط یک پل چوبی از روی آن عبور می‌کند، به هم متصل شده‌اند. سواحل با شمع‌های چوبی تقویت شده‌اند.
در تابستان، برکه‌ها دارای فواره‌های فعال هستند و اردک‌ها در آنها زندگی می‌کنند. این پارک همچنین شامل زمین‌های بازی کودکان، مناطق ورزشی و اسب‌سواری آخر هفته است.

## نوسازی
این پارک تحت برنامه بهسازی شهری «منطقه من» بازسازی شد و کار در سال ۲۰۱۹ به پایان رسید. به درخواست ساکنان محلی، تصمیم گرفته شد که طرح فضای سبز تغییر نکند و فقط زیرساخت‌های فرسوده به روز شوند.
سه زمین بازی کودکان با سطوح ایمنی از جنس لاستیک نرم، به همراه سه منطقه تمرین در فضای باز - یکی در نزدیکی کلیسای سنت نیکلاس در سولومنایا استوروژکا، دیگری در قسمت غربی پارک و سومی در منطقه تفریحی شمالی - نصب شد. یک زمین هاکی با جایگاه تماشاگران و یک غرفه اجاره تجهیزات، به همراه سه میز تنیس روی میز و زمین‌های تنیس تازه ساخته شده اضافه شد.
در بخش مرکزی پارک، چندین ویژگی نمادین، از جمله ساختمان مدور و ستون، بازسازی شدند. خاکریز برکه بهبود یافت و کاشی‌های سنگفرش تزئینی در اطراف منطقه آبی قرار داده شد. یک زمین والیبال در نزدیکی برکه‌ها ساخته شد و یک مسیر دوچرخه‌سواری در امتداد ایوانوفسکی پرویزد در ضلع شرقی پارک ساخته شد.

## نگارخانه

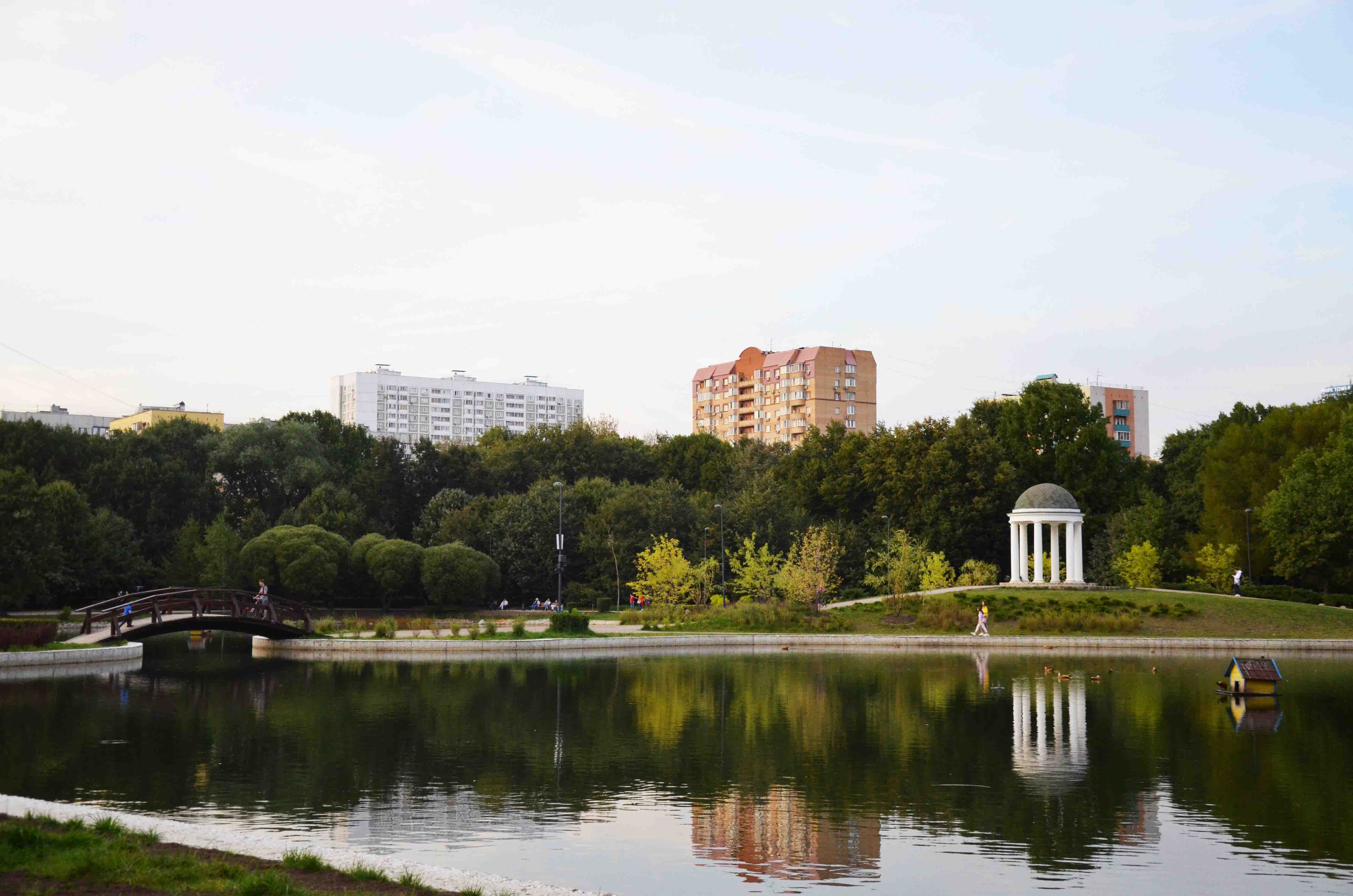
پارک دوبکی پس از بازسازی، ۲۰۲۰
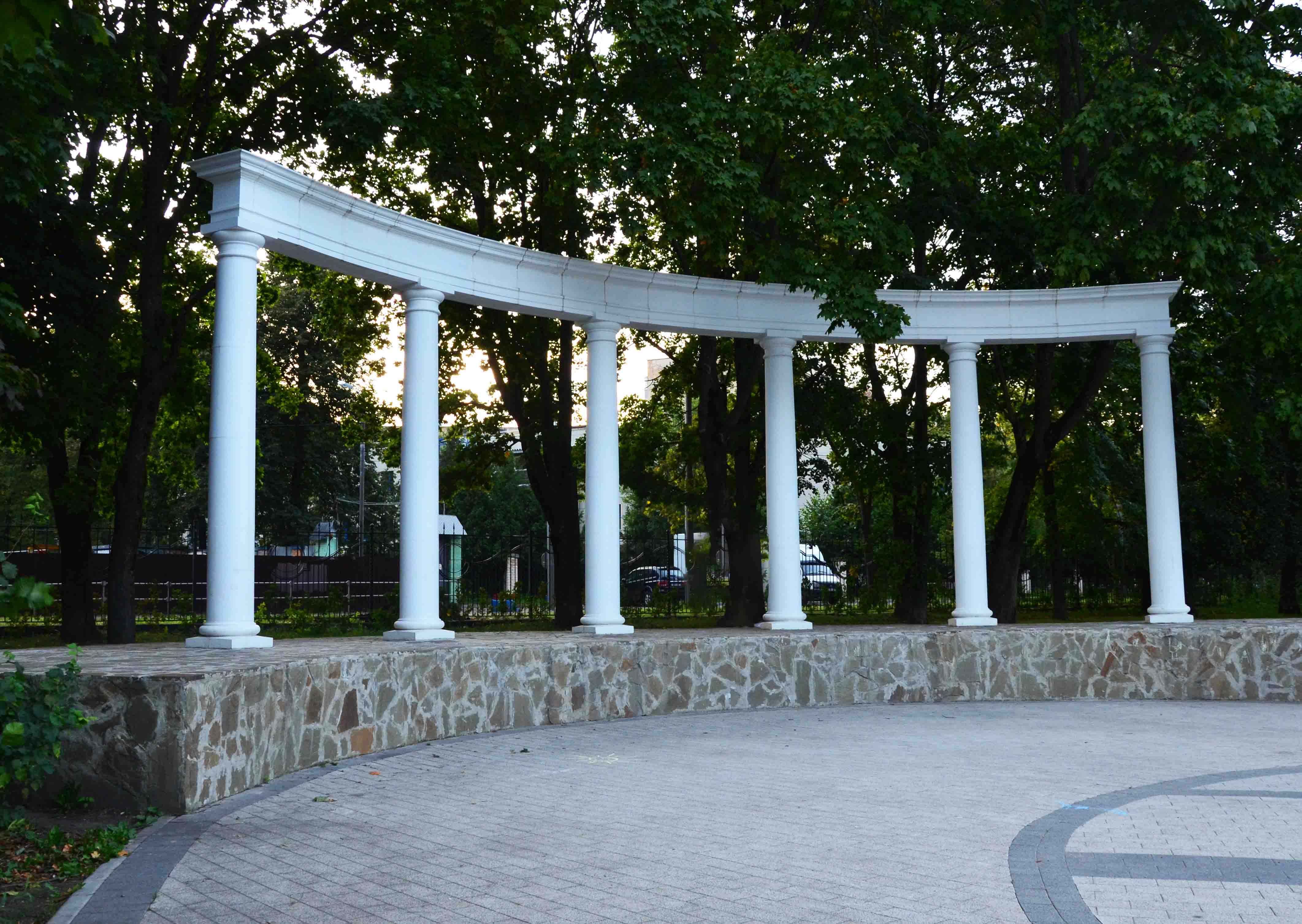
کولوناد در پارک دوبکی